# تپه قالای زاویه
تپه قالای زاویه مربوط به سدهٔ ۸–۶ ه.ق است و در شهرستان خوی، بخش صفاییه، دهستان سکمن آباد، روستای زاویه واقع شده و این اثر در تاریخ ۲۵ آبان ۱۳۸۷ با شمارهٔ ثبت ۲۳۵۴۶ به‌عنوان یکی از آثار ملی ایران به ثبت رسیده است.